# Puig de les Cadiretes

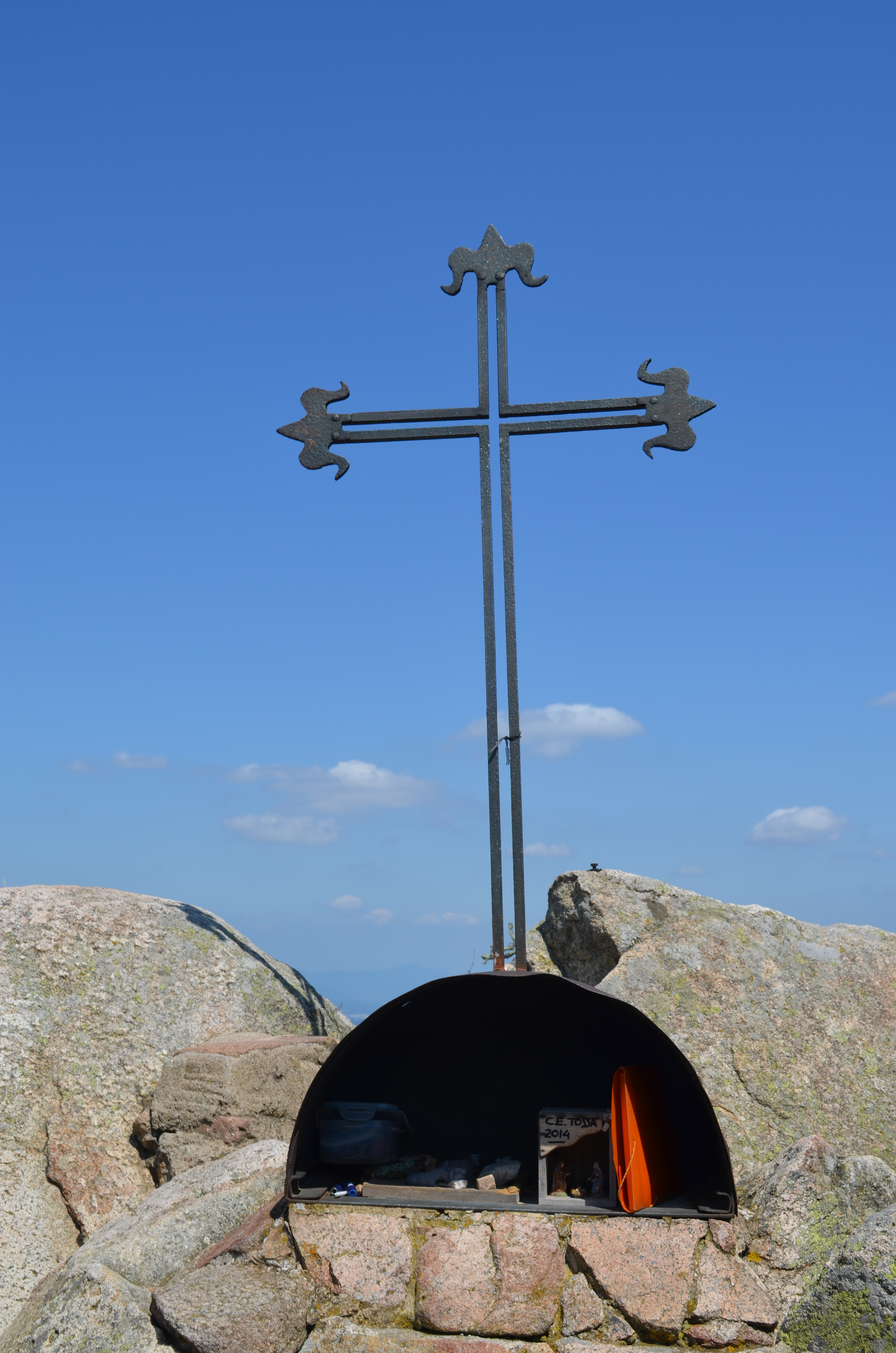
Gipfelkreuz

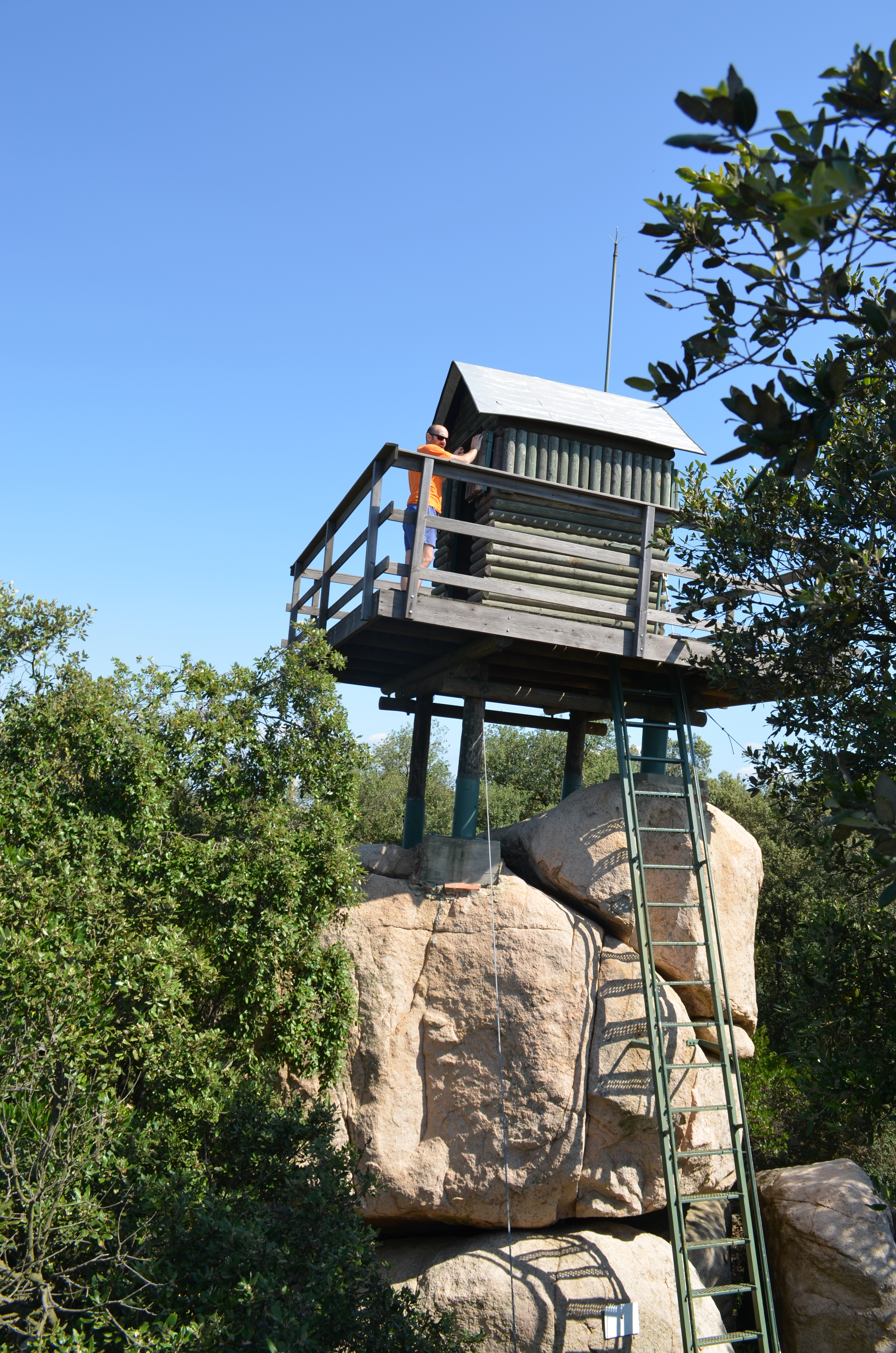
Feuermeldeturm

Der Puig de les Cadiretes ist mit 518,7 Meter der höchste Berg im Massís de l’Ardenya in Katalonien auf dem Gebiet der Stadt Tossa de Mar.

## Lage
Auch wenn der Puig de les Cadiretes der höchste Berg des Gebirges ist, ist er dennoch aus der Ferne kaum auszumachen. Während sich die Berge der Küstengebirges von der Küste, aber auch aus dem Landesinneren her wild (Costa Brava bedeutet "Wilde Küste") und steil präsentieren, so sind Steigungen rund um die Ermita de Sant Grau nicht mehr so stark. Das Gebirge bildet hier einen langsamer ansteigenden Gebirgszug von Ost nach West, die Serra de Sant Grau, deren höchste Erhebung der Puig de les Cadiretes ist. Von Norden (z. B. vom benachbarten Montagut (498,3 m) aus) bildet er daher nur eine kleine Erhebung eines Gebirgszuges. Von Süden her (hier ist die Straße von Tossa de Mar nach Llagostera der nächste Kontakt zu menschlicher Bebauung) schirmen den Puig de les Cadiretes ein Halbkreis von Bergen ab, die zwar kleiner sind, aber aus Sicht der umliegenden Orte das Aussehen des Massís de l’Ardenya bestimmen.

## Der Berg
Man erreicht den Gipfel des Puig de les Cadiretes von der Straße GI-6821 aus. Etwa zwei Kilometer nach der Ermita de Sant Grau (in Richtung Llagostera) zweigt nach rechts ein Wanderweg Passejada fins al Puig de les Cadiretes ab, der in etwa zwei Kilometern zum Gipfel führt. Auf dem Gipfel befindet sich ein Feuermeldeturm (Punt de Guaita per la Vigulancia d`incendis forestals) mit der Kennung E-301. In der trockenen Jahreszeit ist dieser Turm mit einem Beobachter besetzt, der Waldbrände sofort melden kann. Neben dem Turm ist einer der Felsen, die den Gipfel bilden, als Aussichtsplattform ausgebaut. Von beiden hat man einen weiten Blick über das Massís de l’Ardenya, das Mittelmeer, die Ebene von Girona, das benachbarte Massís de les Gavarres und bei gutem Wetter bis hin zu den Pyrenäen.
Trotz seiner Abgelegenheit finden sich auf dem Berg Spuren menschlicher Anwesenheit seit alter Zeit. Auf halbem Weg zu Straße GI-6821 findet sich ein Menhir mit steinzeitlichem Steingrab. Auf dem Gipfel befinden sich Mauerreste aus iberischer Zeit. Jünger sind die Zeichnungen an einigen Felsen auf dem Gipfel, die aus dem Mittelalter stammen.

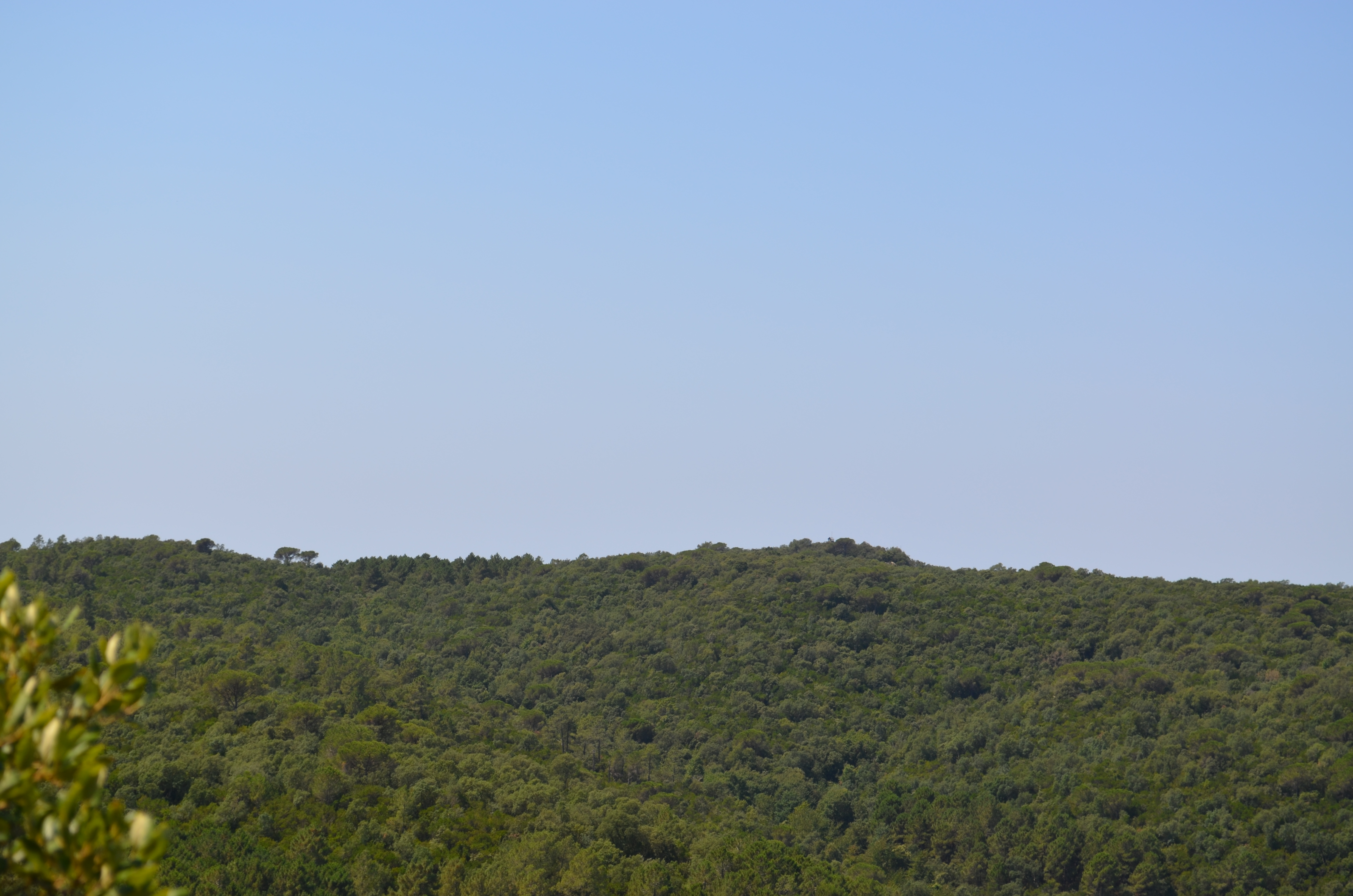
Puig de les Cadiretes vom Montagut aus gesehen. Der Puig de les Cadiretes ist nur als kleiner Zacken zu erkennen
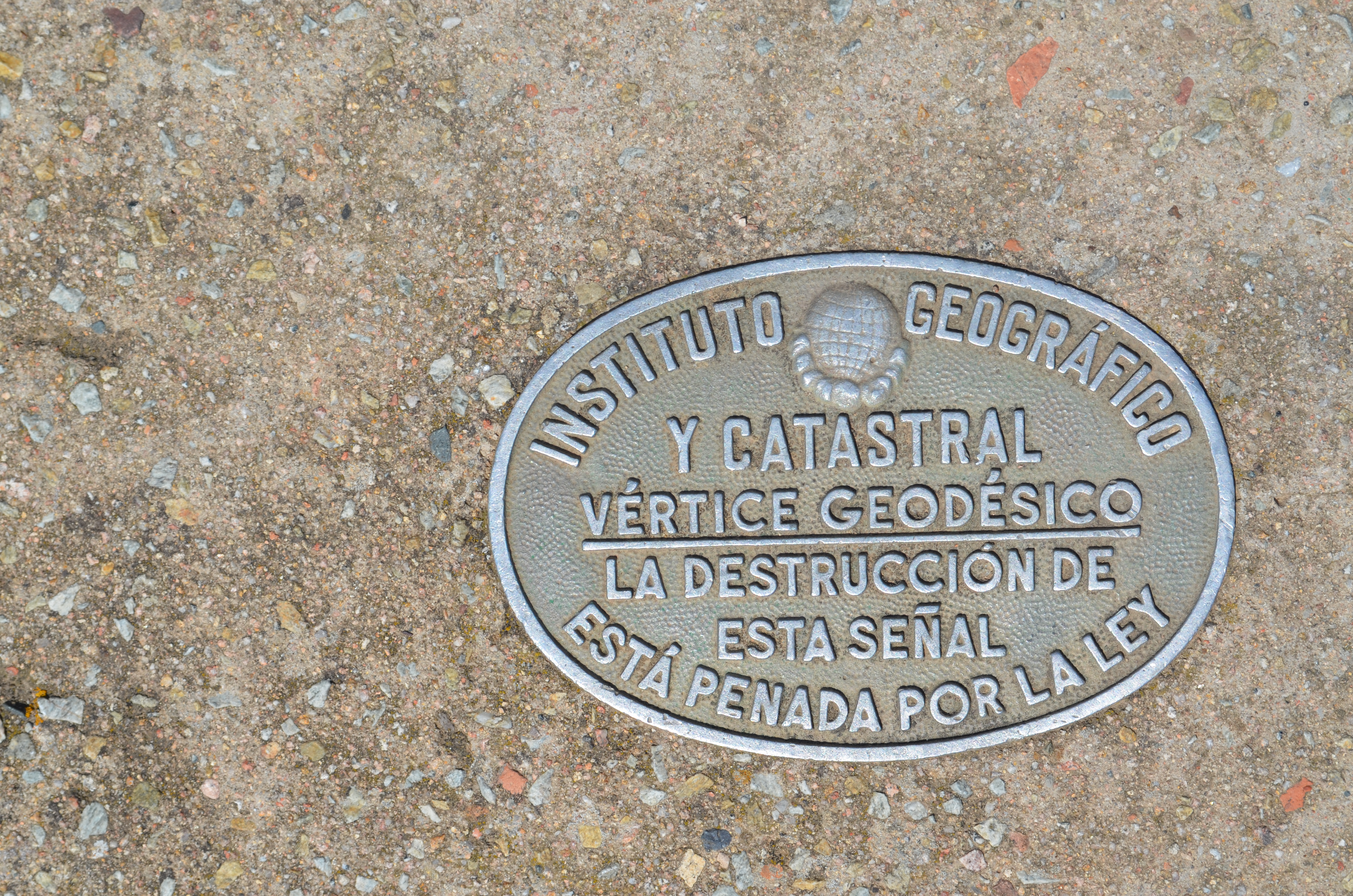
Plakette des Instituto geografico
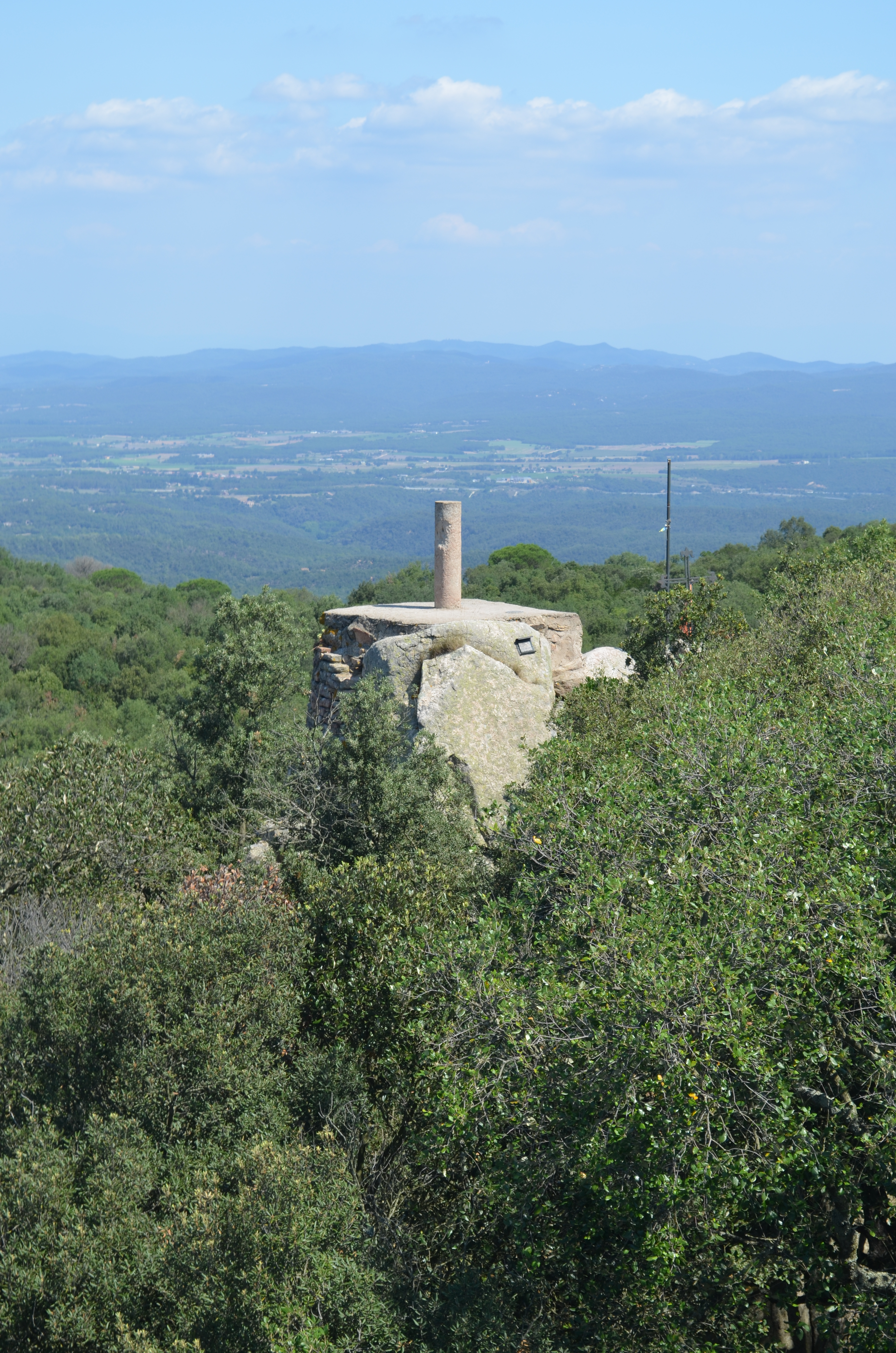
Aussichtsplattform
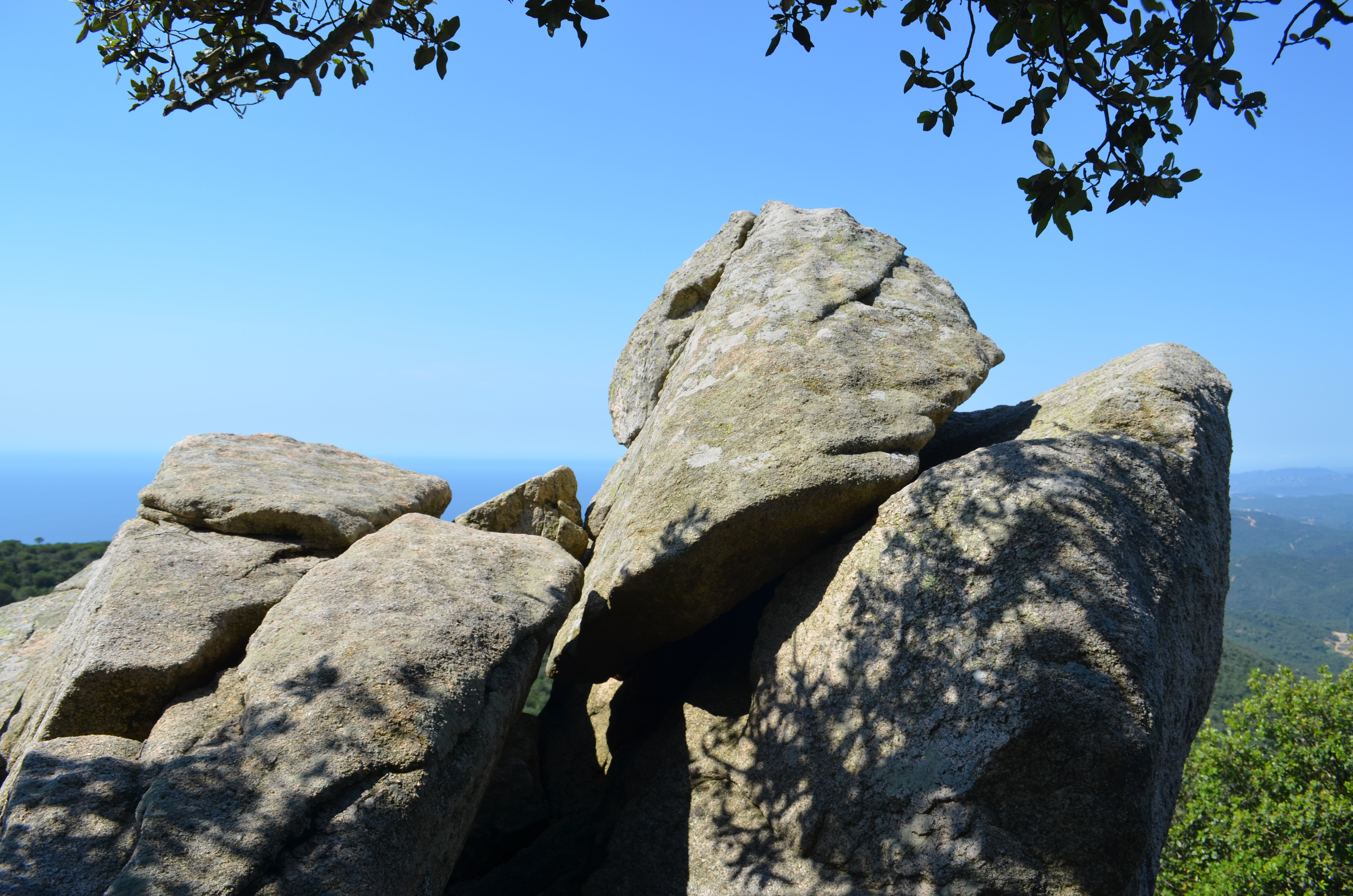
Gipfel des Puig de les Cadiretes